# Peace River, Alberta
Peace River (franska: Rivière-la-Paix) är en ort i Kanada.   Den ligger i provinsen Alberta, i den centrala delen av landet, 3 100 km väster om huvudstaden Ottawa. Peace River ligger 398 meter över havet och antalet invånare är 5 340. Det finns en flygplats nära orten. 
Terrängen runt Peace River är varierad. Peace River ligger nere i en dal. Trakten runt Peace River är nära nog obefolkad, med mindre än två invånare per kvadratkilometer.. Peace River är det största samhället i trakten.
Omgivningarna runt Peace River är en mosaik av jordbruksmark och naturlig växtlighet.